# AVEVA
아비바(AVEVA)는 영국 케임브리지에 본사(HQ)를 둔 다국적 정보기술(IT) 컨설팅과 소프트웨어 솔루션 회사이다. 기업 금융 자산 관리 등 분야에서도 선두를 달리고 있다. 세계 최초의 증권거래소인 런던 증권거래소에 상장되어 있으며 FTSE 100 지수(index) 상위권에 속하는 대기업이다. 당사는 1967년 영국 정부 기술부(Ministry of Technology)와 케임브리지 대학이 영국 케임브리지에 설립한 컴퓨터 센터(CADCenter)기반으로 창립되었다.
2018년부터는 프랑스의 연매출 30조원 이상, 임직원 17만여명 규모의 슈나이더 일렉트릭 그룹이 당사의 주식을 60% 취득하여 해당 프랑스 대기업집단에 부분 인수합병되어 파트너사로서 글로벌 시너지를 내고 있다. 2021년에는 아비바가 미국의 OSI소프트(OSIsoft)를 50억달러(약 5조 9,300억원)에 인수하고 산업계에서의 디지털 트랜스포메이션을 가속화했다. 한편 아비바는 2021년 기준 연간 매출액 1조원으로 지속적 성장세이며, 전세계 40개국에서 약1만여명의 임직원을 보유하고 있다.
당사는 마이크로소프트, 액센츄어, 삼성전자 등 20개 이상의 글로벌 대기업들과 전략적 파트너십을 체결중이며, 대한민국 국내에서는 기업전문 소프트웨어 컨설팅으로 조선해양(55%)과 에너지(20%) 부문을 바탕으로 400여개사(社) 규모의 클라이언트를 확보하고 있다.
아비바코리아 오 대표는 브리티시텔레콤 아태지역 영업총괄, 쓰리콤, 레드햇 한국지사장·아시아태평양지역 사업개발 담당 부사장을 역임한 후, 2018년부터 아비바코리아 지사장으로 부임하였다. 당사는 비즈니스 가치를 창출하면서 자산을 디지털로 전환해 활용할 수 있는 최첨단 제품과 솔루션을 제공하는데 중점을 두는 한편 당 아비바 그룹의 한국지사인 아비바코리아는 2000년 설립되었으며, 전세계적으로는 AVEVA의 엔지니어링, 계획 및 운영, 자산 성능, 모니터링 및 제어 솔루션은 전 세계 16,000명 이상의 클라이언트에게 제공되고 있다. 당사는 4,200개 파트너와 5,700명의 공인 개발자가 포함된 대기업 규모의 산업용 소프트웨어 에코시스템을 서포팅한다.

## 아비바 주요 솔루션
- 디지털 전환: 디지털 혁신을 통해 운영 효율성을 개선하고 가치 사슬 전반에서 통찰력을 제공하여 경쟁력 강화 및 비즈니스 개선

- 엔지니어링: 화학, 석유 및 가스, 금속, 광물, 광업 및 전력 산업 전반에 걸쳐 공정 설계, 운영, 제어, 최적화를 제공

- 운영: HMI, 자산 퍼포먼스, 생산 최적화, 데이터 관리, 공급망 관리 및 시뮬레이션 등 다양한 운영 소프트웨어 제공

- 클라우드 서비스: 산업용 인공 지능(AI)을 통해 강화된 산업용 SaaS(Software-as-a-Service) 포트폴리오 제공.

## 아비바 주요 제품
- AVEVA™ Unified Engineering: 실시간 엔지니어링 데이터를 위한 중앙 집중식 클라우드 기반 데이터 중심 환경 제공. 개념 설계, 프런트엔드 엔지니어링 및 설계(FEED), 프로젝트 수명 주기의 세부 설계 단계 포함.

- AVEVA E3D Design: 프로세스 플랜트, 해양 및 발전 산업을 위한 진보된 3D 설계 솔루션으로 강력한 시각화, 충돌 없는 다분야 3D 설계를 가능하게 하고 정확한 도면과 보고서를 신속하게 생성하여 그린필드 및 브라운필드 자본 프로젝트의 비용, 기간 및 상업적 위험 감소.

- AVEVA™ InTouch HMI: 단순한 그래픽을 넘어 전사적 운영 생산성과 비용 절감을 주도할 의미 있는 콘텐츠를 생성. 운영자가 산업 자동화 시스템과 일상적인 인간 상호 작용을 최적화할 수 있도록 지원하여 운영자 효율성 개선.

- AVEVA™ Plant SCADA: 제어를 통합, 단순화 및 최적화하는 뛰어난 운영 컨텍스트와 내장 기능을 제공하여 효율성, 신뢰성 및 안전성을 위해 운영을 간소화. 직관적인 구성 도구와 강력한 엔지니어링 기능을 통해 더 많은 데이터 소스를 추가하더라도 모든 정보를 제어 가능.

- AVEVA™ PI System™: 신뢰할 수 있는 실시간 운영 데이터를 수집, 보강, 저장 및 액세스하기 위한 최고의 솔루션 포트폴리오로 셀프 서비스 데이터 시각화, 추세 및 분석을 제공.

## 아비바그룹 연혁
AVEVA의 기원은 CAD 센터가 설립되면서 1967년 영국 케임브리지에서 시작되었으며, 영국 기술부가 만든 정부출연 연구기관으로, 컴퓨터 지원 설계기법을 개발하고 영국 산업계의 진출을 촉진하기 위한 사명을 띠고 있었다. 첫 번째 감독은 아서 르웰린으로 ICL에 전문인력 채용과 관리를 맡겼다.
당 센터는 CAD 연구를 수행했으며, 딕 뉴웰과 마틴 뉴웰 형제와 같은 초기 직원들도 세계적인 CAD 커뮤니티에 진출해 아비바를 통해 널리 알려지게 되었다. 딕 뉴웰(Dick Newell)은 아비바에서 3D 공정 공장 설계를 위한 PDMS(플랜트 설계 관리 시스템)의 창설을 감독했다. 이후 메두사 2D/3D CAD 시스템으로 유명한 CIS(Cambridge Interactive Systems)와 스몰월드(Smallworld GIS)라는 두 소프트웨어 회사를 공동 설립했다. 마틴 뉴웰(Martin Newell)은 이후 유타 대학교에 진학하여 선구적인 3D 솔리드 모델링 작업을 수행했으며, 포스트스크립트(PostScript)의 창시자 중 한 명이기도 했다.
- CAD센터는 1983년에 사설 회사가 되었고, 1994년에 첫 상무 이사인 밥 비숍(Bob Bishop) 박사의 주도 하에 경영권 인수의 대상이 되었으며, 1996년에는 공식 상장 회사가 되었다. 2001년에 AVEVA로 사명을 바꿨다.

- 2004년 4월 21일, 이 회사는 조선 및 해양 설계를 위한 "트라이본" 해군 건축 소프트웨어의 글로벌 공급업체인 트라이본 솔루션즈(Tribon Solutions)를 3,500만 달러에 인수했다. 인수는 2004년 5월 19일에 완료되었다. 트라이본(Tribon)은 원래 코쿰스 컴퓨터시스템즈(Kockum Computer Systems/KCS)가 상업 및 해군 함정을 설계하기 위해 개발했다.

- KCS는 조선소에서 독립회사로 분사되었으며, 후에 트라이본시스템즈(Tribon Systems)로 사명이 바뀌었다. 프로그램 제품군은 선박의 설계 세부사항을 포함하는 공통 데이터베이스 세트를 작성한다.

- 2005년 3월 31일, 이 회사는 웹 협업 및 스트리밍 플랫폼 개발사인 리얼리티웨이브(Realitywave) Inc.를 320만 파운드에 인수했다.

- 2009년 3월 30일, AVEVA는 플랜트 및 해양 산업용 제품을 전문으로 하는 호주 멜버른에 본사를 둔 계측 엔지니어링 기술 회사인 아이디자인오피스(iDesignOffice) Pty Ltd를 인수했다고 발표했다.

- 2010년 6월 3일, AVEVA 그룹 plc의 전 소유 사업부인 AVEVA Ltd는 로지메틱 홀딩스(Logimatic Holdings) A/S로부터 1,280만 파운드에 L사의 MARS 사업을 인수했다고 발표했다. 해당 인수는 2010년 6월 30일에 완료되었으며, MAS 제품과 서비스가 AVEVA의 자재관리 시스템인 VPRM솔루션과 통합되어 시장에서 독보적인 AVEVA Enterprise Resource Manager로 플랜트 조선해양부문의 자재 관리, 프로젝트 계획 및 생산 관리를 위한 강력하고 사용하기 쉬운 플랫폼을 제공한다.
- 2010년 6월 3일, AVEVA Ltd는 석유 및 가스 산업의 소유자 운영자를 대상으로 하는 운영 무결성 관리 소프트웨어의 솔라 기반 공급업체인 ADB로부터 석유 및 가스 사업을 인수했다.

- 2011년 10월 3일, AVEVA는 Z+F UK 리미티드(Limited)의 LFM(Light Form Modeler) 소프트웨어 사업부를 인수하여 3D 데이터 캡처 시장으로 확장할 수 있었다고 발표했다.

- 2012년 5월 23일, AVEVA는 1,400만 파운드에 빌딩 정보 모델링 소프트웨어를 제공하는 벨기에 및 독일에 본사를 둔 보카드(Bocad) 그룹의 인수를 발표했다. 해당 인수로 플랜트, 해양, 건설 시장을 위한 AVEVA의 3D 구조 세부 기능이 강화됐다.

- 2012년 12월 17일 AVEVA는 앨라배마주 헌츠빌에 본사를 둔 글로벌 마직 소프트웨어(Global Majic Software, Inc.)의 고급 시각화 및 시뮬레이션 소프트웨어와 관련된 모든 자산의 취득을 발표했다.

- 2015년 1월 5일, AVEVA는 에잇 오버 에잇(8 over 8) 유한회사를 2,690만 파운드에 인수했다고 발표했다. 당사는 석유, 가스 및 광업 및 기타 인프라 산업에 대한 계약 위험 관리 소프트웨어(ProCon)를 제공한다.

- 2020년 8월 25일 AVEVA는 50억 달러에 오에스아이소프트(OSIsoft)를 인수하기로 합의했다고 발표했다. 해당 인수건은 영국에 본사를 둔 기술 회사가 맺은 가장 큰 인수합병 거래 중 하나다. 2021년 3월 19일에 3,83140만 파운드의 최종 인수 절차가 완료되었다.[10]

### 프랑스슈나이더 일렉트릭과 합병
아비바는 2018년 1800년대 설립된 프랑스 대기업집단 슈나이더 일렉트릭과 산업 소프트웨어 부문 M&A에 합의했다. 슈나이더 일렉트릭(Schneider Electric)은 아비바의 주식 60%를 취득했다.